# União das Freguesias de Cedofeita, Santo Ildefonso, Sé, Miragaia, São Nicolau e Vitória
União das Freguesias de Cedofeita, Santo Ildefonso, Sé, Miragaia, São Nicolau e Vitória, kürzer Cedofeita, Santo Ildefonso, Sé, Miragaia, São Nicolau e Vitória, gelegentlich auch União das Freguesias do Centro Histórico do Porto, ist eine Gemeinde (Freguesia) im Kreis (Concelho) von Porto im Norden Portugals. In der Gemeinde leben 40.440 Einwohner auf einer Fläche von 5,43 km² (Stand nach Zahlen von 2011).
Die Gemeinde stellt die Innenstadtgemeinde von Porto dar. Sie umfasst damit auch das Historische Zentrum von Porto, seit 1996 UNESCO-Welterbe.
Die Gemeinde entstand im Zuge der Gebietsreform in Portugal am 29. September 2013 durch Zusammenlegung der Stadtgemeinden Cedofeita, Santo Ildefonso, Sé, Miragaia, São Nicolau und Vitória.